# 4. bersaljerski polk (Italija)
4. bersaljerski polk (izvirno italijansko 4º Reggimento di Bersaglieri) je bil bersaljerski polk Kraljeve sardinske in Kraljeve italijanske kopenske vojske.

## Zgodovina
Med prvo svetovno vojno je bil polk aktiven na soški fronti in med drugo svetovno vojno v Jugoslaviji. 